# Valdeci (futebolista)
Valdeci Moreira da Silva, conhecido simplesmente como Valdeci (Fortaleza, 26 de março de 1995) é um futebolista brasileiro que atua como meia-atacante e ponta-direita. Atualmente, joga pelo Rubio Ñu.

## Carreira

### Antecedentes
Nascido em Fortaleza, Ceará, Valdeci começou sua carreira nas escolas de futebol do Fortaleza e do Brasileirinho. De lá, saiu para a base do Ceará aos 12 anos, mas sofreu lesão e não conseguiu permanecer na equipe. Valdeci fez testes no Ferroviário em 2011, mas somente foi aprovado pelo mesmo clube em 2013, onde seguiu todo o trabalho de base.

### Ferroviário
Assim que chegou ao Ferroviário, foi para o Sub-17 e em 2013, chegou ao Sub-20. Valdeci subiu para o profissional no ano seguinte, em 2014, e teve boa atuação na Copa Fares Lopes de 2014, aonde seu time foi semifinalista.

### Alto Santo
A temporada de 2015 não foi positiva para a equipe do Ferroviário, quando o time não conseguiu sair da Segunda Divisão, e no segundo semestre do mesmo ano, ele foi emprestado para o Alto Santo. No clube, chegou ao título do Campeonato Cearense da Terceira Divisão e ao terceiro lugar na Copa Fares Lopes de 2015.

### Retorno ao Ferroviário
Depois de uma boa temporada no Alto Santo, o atleta retornou ao Ferroviário para a disputa do Campeonato Cearense da Segunda Divisão de 2016. Com 10 gols marcados na competição, Valdeci também se destacou pelas assistências e pela boa marcação.

### Portuguesa
No dia 27 de junho de 2016, após ser destaque no Campeonato Cearense da Segunda Divisão de 2016 pelo Ferroviário, Valdeci foi emprestado à Portuguesa até o final do ano. Fez sua estreia no dia 9 de julho, entrando como substituto em uma derrota fora de casa para o Guaratinguetá por 2 a 1, pela Série C de 2016.
No breve período em que foi emprestado pelo Ferroviário à Portuguesa, em 2016, Valdeci esbarrou na falta de oportunidades e enfrentou dificuldades, chegando a passar fome. Pelo clube, fez apenas 2 partidas e marcou nenhum gol.

### Segundo retorno ao Ferroviário
Após receber poucas oportunidades na Portuguesa, Valdeci retornou ao Ferroviário no início da temporada de 2017. Sua reestreia aconteceu em 15 de janeiro, entrando como titular em um empate em casa por 2 a 2 com o Ferroviário, pelo Campeonato Cearense de 2017. Seus dois primeiros gols na temporada aconteceram em 15 de fevereiro, durante uma vitória em casa por 4 a 0 sobre o Itapipoca.
Na sua terceira passagem pelo Ferroviário, fez 14 jogos e marcou dois gols.

### Horizonte
Depois de disputar o Campeonato Cearense de 2017 pelo Ferroviário, Valdeci foi emprestado ao Horizonte para a disputa da Copa Fares Lopes de 2017.

### Terceiro retorno ao Ferroviário
Após a disputa da Copa Fares Lopes de 2017 com o Horizonte, Valdeci retornou ao Ferroviário para a temporada de 2018. Fez sua reestreia aconteceu em 10 de janeiro, entrando como substituto em um empate fora de casa por 1 a 1 com o Iguatu, pelo Campeonato Cearense de 2018. Seu primeiro gol após o seu retorno ao clube aconteceu em 4 de fevereiro, em uma vitória fora de casa por 2 a 0 sobre o Floresta.
Em 15 de agosto de 2018, Valdeci renovou seu contrato com o clube. No mesmo ano, Valdeci fez a sua melhor temporada pelo Ferroviário, quando a sua equipe conquistou a Série D de 2018 e a Copa Fares Lopes de 2018. No dia 4 de novembro, o jogador completou 100 jogos pelo clube na vitória fora de casa por 3 a 1 sobre o Caucaia.
Na sua terceira passagem pelo Ferroviário, fez 35 jogos e marcou quatro gols.

### Resende
Em 17 de janeiro de 2019, Valdeci foi emprestado ao Resende, com contrato até o fim do Campeonato Carioca de 2019. Sua primeira partida pelo clube aconteceu em 27 de janeiro, entrando como substituto em um empate fora de casa com a Cabofriense por 1 a 1. Seu primeiro e único gol pelo clube aconteceu em 3 de fevereiro, em uma vitória em casa por 3 a 0 sobre o Bangu.
Pelo Resende, fez 8 jogos e um gol.

### Quarto retorno ao Ferroviário
Em 1 de abril de 2019, Valdeci retornou ao Ferroviário. Mas, não recebeu oportunidades e sua única partida aconteceu em 5 de maio, entrando como substituto em uma vitória em casa por 3 a 0 sobre o Santa Cruz, pela Série C de 2019.

### Sportivo Luqueño
Em 9 de junho de 2019, Valdeci renovou seu contrato com o Ferroviário até o fim de 2021 e, no mesmo dia, foi oficializado o seu empréstimo ao Sportivo Luqueño. Pelo clube, fez 33 jogos e marcou 6 gols.

### Coritiba
Valdeci quase foi transferido ao Cerro Porteño no fim de 2020, mas acabou desistindo da oferta. Em 19 de fevereiro de 2021, foi oficializado o empréstimo de Valdeci ao Coritiba, por um contrato até o fim do ano. Fez sua estreia em 18 de março, entrando como substituto em uma vitória fora de casa por 1 a 0 sobre o União Rondonópolis, pela Copa do Brasil de 2021.

## Títulos
Alto Santo
- Campeonato Cearense - Série C: 2015

Ferroviário
- Campeonato Brasileiro - Série D: 2018
- Copa Fares Lopes: 2018